# Féron
Féron és un municipi francès, situat a la regió dels Alts de França, al departament del Nord. L'any 2006 tenia 522 habitants. Es troba a 110 km de Lilla, Brussel·les o Reims (Marne), a 50 km de Valenciennes, de Mons o Charleroi, a 16 km d'Avesnes-sur-Helpe i al costat de Fourmies.

## Demografia
| 1962                                       | 1968 | 1975 | 1982 | 1990 | 1999 | 2006 |
| ------------------------------------------ | ---- | ---- | ---- | ---- | ---- | ---- |
| 487                                        | 489  | 468  | 526  | 558  | 519  | 522  |
| Des de 1962: població sense dobles comptes |      |      |      |      |      |      |

## Administració
| Període | Identitat            | Partit |
| ------- | -------------------- | ------ |
| 2001-   | Jean-François Baudry |        |